# August Lyttkens
August Lyttkens, född 14 januari 1845 i Gustavs socken i Malmöhus län, död 20 september 1925 i Hedvig Eleonora församling i Stockholm, var en svensk agronom.
Lyttkens blev student vid Högre latinläroverket i Göteborg 1866, genomgick Alnarps lantbruksinstitut 1866-68 och ägnade sig sedan åt praktiskt jordbruk, bland annat som förvaltare på egendomen Mettenhof i Holstein 1869, på faderns egendom Skedala säteri (1870-1893) och arrendator på den från Skedala avstyckade gården Nydala (1876-93) samt var samtidigt (1876-1893) föreståndare för den på Nydala upprättade första svenska frökontrollanstalten och sekreterare hos Hallands läns hushållningssällskap (1885-93). En mängd kommunala och andra förtroendeuppdrag kom honom under denna tid till del. Han var prisdomare vid de allmänna lantbruksmötena (1881-1911) samt flera andra utställningar. Han var lantbruksinspektör vid Lantbruksstyrelsen 1893-1913, tillika byråchef för lantbruksavdelningen 1909-13. Han var ledamot av Lantbruksakademien från 1894. Lyttkens arbetade som sekreterare vid hushållningssällskapet och ledamot vid Lantbruksstyrelsen. Han verkade särskilt för det mindre jordbrukets och trädgårdsskötselns främjande liksom för lantbruks- och trädgårdsundervisning.
Han deltog livligt i arbetet för frökontrollens utveckling samt genomförde en metod att genom eosin-färgning igenkänna utländskt utsädesfrö med mera. Lyttkens författade ett stort antal skrifter rörande frökontroll. 1890 kallades han att jämte Thore M. Fries m. fl. utarbeta förslag till normalförteckning över svenska namn för gagn- och ogräsväxter. Han kan närmast betecknas som den svenska frökontrollens fader.
Lyttkens var privat känd som en något excentrisk samlare. Han donerade sin samling av 78 lergökar från praktiskt alla landskap till https://scenkonstmuseet.se (dåvarande Musik Historiska Museet) 2011 och efter hans död skänkte hans dödsbo flera av hans lergökar till Nordiska museet (5 stycken sedan deponerades på Scenkonstmuseet). Museet ansåg dessa synnerligen intressanta, bland annat genom den inblick de gav i hur den keramiska tillverkningen bedrivits runt om i landet. Han samlade även på många andra ting, bland dem kan nämnas hans stensamling och fjärilssamling. Medan han ännu bodde på den från faderns gård Skedala avstyckade gården Nydala gjorde han även en fornminneskarta över gamla Skedala säteri. Området är rikt på fornlämningar i allmänhet och gravhögar i synnerhet .

## Familj
August Lyttkens var son till Ivar Lyttkens (1823-1899) och Ulrika Lyttkens, född Wahlström (1812-1892). Han gifte sig 6 oktober 1876 med Amalia Kristina Johansson Berghult (1850-1917), dotter till prosten Johan Olof Johansson och Fredrika Emanuela Berghult. Barn: Elof (1877-1956), läroverksadjunkt i Stockholm, och Gärda (1879-1950), gift med Torsten Jung.